# Allepuz
Allepuz è un comune spagnolo di 135 abitanti situato nella comunità autonoma dell'Aragona.